# Flagge Minnesotas
Die Flagge des US-Bundesstaats Minnesota ist seit dem 11. Mai 2024 im amtlichen Gebrauch. Ihre Elemente sind ein hellblaues Feld, auf dem sich ein dunkelblaues Feld befindet, das an die Form des Staats Minnesota angelehnt ist, mit einem achtzackigen Stern. Sie löst eine Flagge ab, die aus dem Siegel Minnesotas auf royalblauem Hintergrund mit einer weißen Umrandung und goldener Verzierung bestand.

## Geschichte

Flagge Minnesotas 1957–1983

Im Vorfeld zur World Columbian Exposition 1893 in Chicago wurde ein Wettbewerb veranstaltet, um den Bundesstaat auf der Weltausstellung mit einer eigenen Staatsflagge vertreten zu können. Den siegreichen Entwurf reichte Amelia Hyde Center ein, der das mit verschiedenen Umrandungen verzierte Staatssiegel auf weißem Hintergrund vorsah. Die Rückseite hatte einen blauen Hintergrund.
Aufgrund der Kosten in der Herstellung der Flagge wurde Mitte des 20. Jahrhunderts über eine Umgestaltung nachgedacht. Eine 1953 gebildete Kommission kam zu dem Ergebnis, dass die Flagge vereinfacht, beidseitig blau und die Rückseite lediglich ein Spiegelbild der Vorderseite sein sollen. Obwohl dieser Vorschlag auf Kritik stieß und von Anderen ein anderer Entwurf mit einer  blau-weiß-roten Flagge mit goldenen Sternen vorgeschlagen wurde, verabschiedete 1957 das Parlament die Einführung der neuen Flagge. In den 1960er Jahren forderten Menschenrechtler die Veränderung des Staatssiegels, da auf ihm ein reitender Indianer gezeigt wird, der vor einem Pionier westwärts flüchtet. Mit der Änderung dieses Details wurde auch die Flagge 1983 angepasst und leicht verändert.
Seit 1989 gab es Bestrebungen, die Flagge durch eine gänzlich neue zu ersetzen. Allerdings blieben diese zunächst erfolglos. Zusätzlich bestärkt wurden die Kritiker durch das Ergebnis einer Umfrage zur besten bzw. schlechtesten Flagge der North American Vexillological Association, in der die Flagge Minnesotas innerhalb der Vereinigten Staaten und Kanadas Platz 67 von 72 belegte.

### Gestaltung der früheren Flagge (1983–2024)

Flagge Minnesotas 1983–2024

Das Siegel wird umrandet von einem Kranz von Königin-Frauenschuhen, der Staatsblume Minnesotas. Drei Jahreszahlen werden in dieser Umrandung genannt: 1858 für die Gründung des Bundesstaates, 1819 für das Errichten von Fort Snelling als einer der ersten Siedlungen im Staat und 1893, als die erste Flagge offiziell Gültigkeit erlangte. Die 19 Sterne in der Umrandung stehen für Minnesota als dem neunzehnten Staat, der den Vereinigten Staaten nach der Gründung mit dreizehn Gründungsstaaten beitrat. Der größte Stern ist der „North Star“ und steht für den Bundesstaat Minnesota.

## Neue Flagge 2023/2024
Im Mai 2023 wurde kraft Gesetzes die State Emblems Redesign Commission (SERC) ins Leben gerufen, die das Ziel hatte, Vorschläge für ein neues Staatssiegel und eine neue Staatsflagge für Minnesota zu entwickeln und bis spätestens zum 1. Januar 2024 der Gesetzgebung und dem Gouverneur vorzulegen. Dazu rief die Kommission die Öffentlichkeit auf, bis zum 30. Oktober 2023 Entwürfe für Flagge und Siegel einzureichen. Am 7. November 2023 veröffentlichte die Kommission 2123 Vorschläge für eine neue Staatsflagge und 398 für ein neues Staatssiegel. Dabei wurden jedoch manche Flaggenentwürfe als Vorschläge für das zukünftige Staatssiegel eingereicht und umgekehrt. Der weitere Prozess sah vor, dass die Mitglieder der Kommission individuell bis zu 25 Entwürfe für jeweils Flagge und Siegel auswählten. Am 21. November 2023 wurden diese ausgewählten Entwürfe in ausgedruckter Form in der ersten Präsenzsitzung der Kommission unter Zulassung der Öffentlichkeit weiter diskutiert. Daraus wurden von der Kommission sechs finale Entwürfe für die Flagge sowie fünf Entwürfe für das Siegel auserkoren, aus denen schließlich die finale Beschlussvorlage hervorging.

F29
F944
F1154
F1435
F1953
F2100

### Endgültige Gestaltung

Flagge Minnesotas seit 11. Mai 2024

Die endgültige Gestaltung, die als neue Flagge für Minnesota angenommen wurde, ist Mitte Dezember 2023 vorgestellt worden. Es handelt sich um eine Abwandlung des Entwurfs F1953. Der hellblaue Hintergrund der Flagge soll die Gewässer des Staates repräsentieren. Der achtzackige Stern auf dunkelblauem Grund ist eine Anspielung auf Minnesotas Staatsmotto L’Étoile du Nord (französisch für „Der Stern des Nordens“). Die neue Flagge wird seit dem 11. Mai 2024 amtlich verwendet.